# Скаути (фільм)
Скаути (англ. The Wrong Guys) — американська комедія 1988 року.

## Сюжет
П'ятеро чоловіків, що були у дитинстві в одному скаутському загоні, вирішили через двадцять років возз'єднатися для походу у гори. В цей час з прилеглої в'язниці здійснює втечу небезпечний злочинець, який, намагаючись сховатися в горах, натикається там на тих самих чоловіків-скаутів. Підозрілий рецидивіст відразу приймає їх за агентів ФБР.

## У ролях
| Актор              | Роль             |
| ------------------ | ---------------- |
| Луї Андерсон       | Луї Андерсон     |
| Річард Льюїс       | Річард Льюїс     |
| Річард Белзер      | Річард Белзер    |
| Франклін Еджайя    | Франклін Еджайя  |
| Тім Томерсон       | Тім Томерсон     |
| Брайон Джеймс      | Глен Гранскі     |
| Біфф Менард        | Марк Гранскі     |
| Джон Гудмен        | Дюк Ерл          |
| Ерні Хадсон        | Доусон           |
| Тімоті Ван Паттен  | Джей Ті          |
| Банні Саммерс      | мати Луї         |
| Керол Іта Вайт     | Джинжер Гранскі  |
| Гарт Вінсом        | Марша Гранскі    |
| Діон Самора        | молодий Луї      |
| Джошуа Горовиць    | молодий Річард   |
| Джош Савіано       | молодий Белз     |
| Гарленд Р. Спенсер | молодий Франклін |
| Джонатан Брендіс   | молодий Тім      |
| Денні Томасон      | молодий Марк     |
| Паркер Джейкобс    | молодий Глен     |
| Бриджид Брена      | сестра Луї       |
| Ліндсі Паркер      | сестра Тіма      |